# George Williamson
George Williamson est un officier du génie, né vers 1704, qui entra dans le Royal Regiment of Artillery comme cadet le 1er février 1722. Il servira en Europe et plus tard en Amérique du Nord pendant la guerre de Sept Ans. En 1756 ou au début de 1757, Williamson se porta volontaire pour servir en Amérique et il fut nommé commandant de l’artillerie.

## Louisbourg
Il s'apprête à faire le siège de Louisbourg en 1757 mais le mauvais temps et trois escadre navales française place la Royal Navy en infériorité numérique et le Siège de Louisbourg  doit être reporté l'année suivante.

## Siège de Québec

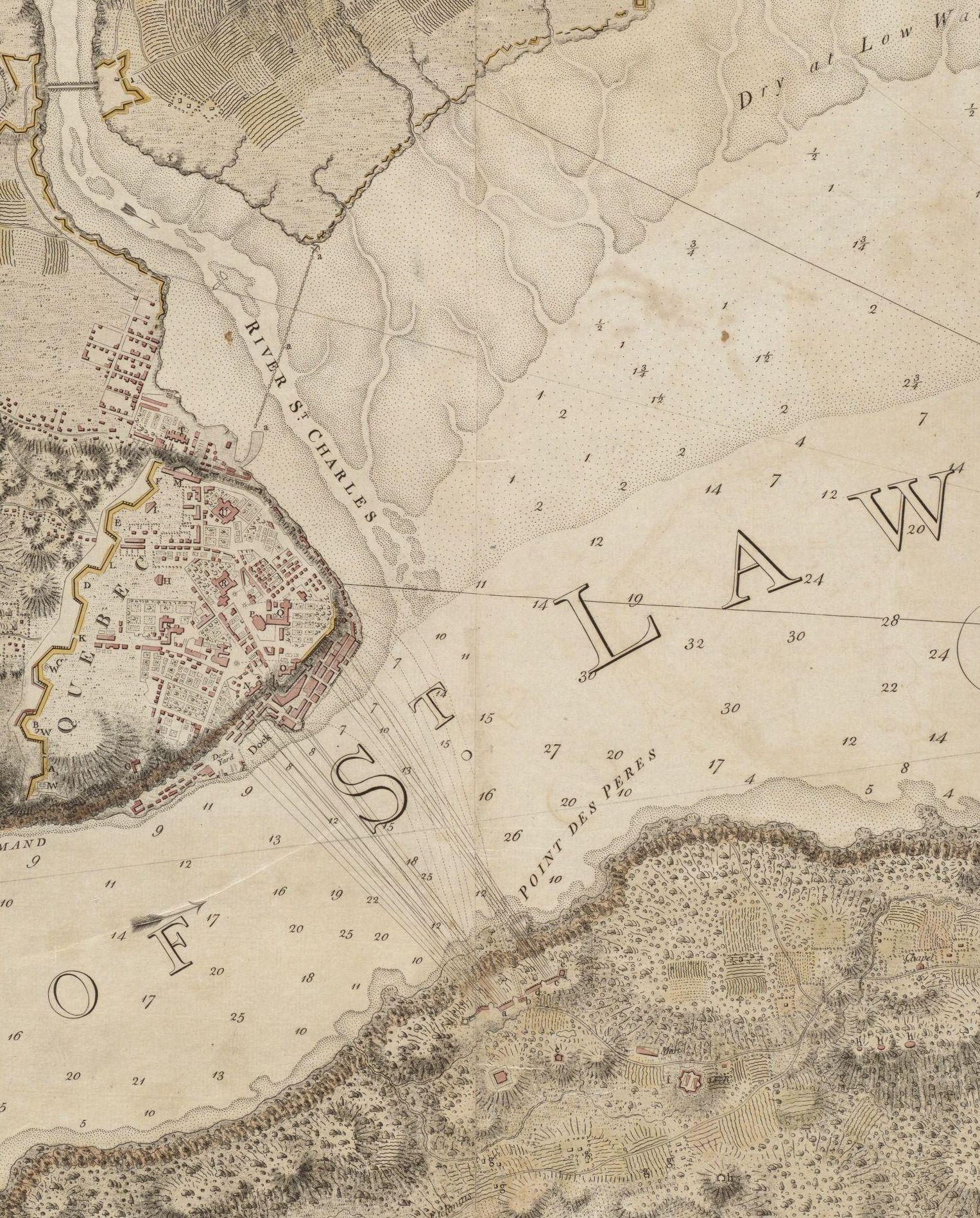
Partie de la carte du siège de Québec avec les batteries de la pointe des Pères.

En 1759, lors du Siège de Québec (1759), il est responsable de batteries de canons située à pointe des Pères près du camp militaire de Ralph Burton nommé Burton's Redoubt et de Robert Monckton. Le 6 juillet,  Williamson,  fait ériger une première batterie de cinq mortiers de treize pouces et six canons de trente-deux livres. À la fin d'août, quatre batteries (13 mortiers et 20 canons) sont en opération. Ces batteries sont installées le long de la falaise et les boulets et les bombes explosives traversent le fleuve, détruisent complètement la basse-ville et endommagent gravement la haute-ville; il a 300 hommes à sa disposition car il faut 8 hommes environ pour manœuvrer un canon de 32 livres dont le poids est de 3,5 tonnes. L'ingénieur français Nicolas Sarrebource de Pontleroy, qui dans un mémoire daté du 12 janvier 1759 avait indiqué à Montcalm que les tirs de batteries installées sur la rive sud ne pouvaient atteindre que la Basse-Ville, était manifestement dans l'erreur. Quatre régiments anglais avait pris prit le contrôle et s'était retranché à Pointe-Lévy (Lauzon, Québec); d’abord destinée à protéger la flotte, cette position avait également permit à Wolfe d’ériger de puissantes batteries en face de la ville.